# 1928年アムステルダムオリンピックのアメリカ合衆国選手団
1928年アムステルダムオリンピックのアメリカ合衆国選手団（1928ねんアムステルダムオリンピックのアメリカがっしゅうこくせんしゅだん）は、1928年7月28日から8月12日にかけてオランダのアムステルダムで開催された1928年アムステルダムオリンピックのアメリカ合衆国選手団、およびその競技結果。

## 概要
今大会は金メダル22個、銀メダル18個、銅メダル16個の合計56個のメダルを獲得した。

## メダル
| メダル | 選手名                                                                                      | 競技 | 種目                   |
| ------ | ------------------------------------------------------------------------------------------- | ---- | ---------------------- |
| 金     | ベティ・ロビンソン                                                                          | 陸上 | 女子100m               |
| 金     | レイモンド・バーブチ                                                                        | 陸上 | 男子400m               |
| 金     | フランク・ワイコフ ジェームズ・クイン チャールズ・ボラー ヘンリー・ラッセル                 | 陸上 | 男子4×100mリレー       |
| 金     | ジョージ・ベアード エマーソン・スペンサー フレデリック・アルダーマン レイモンド・バーブチ   | 陸上 | 男子4×400mリレー       |
| 金     | エドワード・ハム                                                                            | 陸上 | 男子走幅跳             |
| 金     | ロバート・キング                                                                            | 陸上 | 男子走高跳             |
| 金     | サビン・カー                                                                                | 陸上 | 男子棒高跳             |
| 金     | ジョン・クック                                                                              | 陸上 | 男子砲丸投             |
| 金     | クラレンス・ハウザー                                                                        | 陸上 | 男子円盤投             |
| 金     | ジョニー・ワイズミュラー                                                                    | 競泳 | 男子100m自由形         |
| 金     | ジョージ・コジャック                                                                        | 競泳 | 男子100m背泳ぎ         |
| 金     | オースティン・クラップ ウォルター・ラウファー ジョージ・コジャック ジョニー・ワイズミュラー | 競泳 | 男子4×200m自由形リレー |
| 金     | アルビナ・オシポウィッチ                                                                    | 競泳 | 女子100m自由形         |
| 金     | マーサ・ノレリウス                                                                          | 競泳 | 女子400m自由形         |
| 銀     | スティーブ・アンダーソン                                                                    | 陸上 | 男子110mハードル       |
| 銀     | フランク・カヘル                                                                            | 陸上 | 男子400mハードル       |
| 銀     | リーヴァイ・ケーシー                                                                        | 陸上 | 男子三段跳             |
| 銀     | ベンジャミン・ヘッジス                                                                      | 陸上 | 男子走高跳             |
| 銀     | ウィリアム・ドレーゲミュラー                                                                | 陸上 | 男子棒高跳             |
| 銀     | ハーマン・ブリックス                                                                        | 陸上 | 男子砲丸投             |
| 銀     | マリー・ウォッシュボーン ジェシー・クロス ロレッタ・マクニール ベティ・ロビンソン           | 陸上 | 女子4×100mリレー       |
| 銀     | リリアン・コープランド                                                                      | 陸上 | 女子円盤投             |
| 銀     | エレノラ・ギャラッティ                                                                      | 競泳 | 女子100m自由形         |
| 銅     | ジョン・コリア                                                                              | 陸上 | 男子110mハードル       |
| 銅     | モーガン・テイラー                                                                          | 陸上 | 男子400mハードル       |
| 銅     | アルフレッド・ベイツ                                                                        | 陸上 | 男子走幅跳             |
| 銅     | チャールズ・マクギニス                                                                      | 陸上 | 男子棒高跳             |
| 銅     | ジェームズ・コーソン                                                                        | 陸上 | 男子円盤投             |
| 銅     | エドムンド・ブラック                                                                        | 陸上 | 男子ハンマー投         |
| 銅     | ジョン・ドハーティ                                                                          | 陸上 | 男子十種競技           |
| 銅     | ミルドレッド・ウィリー                                                                      | 陸上 | 女子走高跳             |
| 銅     | ジョセフィン・マッキム                                                                      | 競泳 | 女子400m自由形         |